# ادواردو اولیویرا (بازیکن فوتبال، زاده ۱۹۷۲)
ادواردو اولیویرا (انگلیسی: Eduardo Oliveira؛ زادهٔ ۲۸ سپتامبر ۱۹۷۲) بازیکن فوتبال اهل فرانسه است.
از باشگاه‌هایی که در آن بازی کرده‌است می‌توان به باشگاه فوتبال سن-اتین، باشگاه فوتبال استاد برستوا ۲۹، باشگاه فوتبال سدان، و باشگاه فوتبال لیریا اشاره کرد.